# Factor de necrosis tumoral
El factor de necrosis tumoral (TNF, abreviatura del inglés tumor necrosis factor) es una proteína del grupo de las citocinas liberadas por las células del sistema inmunitario que interviene en la inflamación, la apoptosis y la destrucción articular secundarias a la artritis reumatoide, así como en otras patologías.

## Estructura molecular
El factor de necrosis tumoral alfa (TNF-α) es miembro de un grupo de otras citocinas que estimulan la fase aguda de la reacción inflamatoria. Es una hormona glucopeptídica formada por 185 aminoácidos, que procede de un propéptido formado por 212 aminoácidos. Algunas células sintetizan isoformas más cortas de la molécula. El gen de TNF está ubicado en el cromosoma 6, región 6p21.

## Fisiología
El TNFα está relacionado con los glóbulos blancos de la sangre, el endotelio y otros tejidos en el transcurso de distintas agresiones celulares, como por ejemplo las infecciones. Su estimulación está relacionada con otros mediadores celulares como la interleucina 1 y endotoxinas bacterianas. El TNF ejerce distintas funciones en diferentes órganos, como la activación de la producción de otros mediadores como las interleucinas 1 a la 6.
- En el hipotálamo actúa sobre el eje hipotálamo-hipofisario-adrenal, estimulando la liberación de  hormona liberadora de corticotropina (CRH, del inglés corticotropin releasing hormone).
- Suprime el apetito; por eso se la llama caquexina, porque la caquexia   es una pérdida importante de peso en las enfermedades graves como el cáncer.
- Fiebre.
- En el hígado estimula la reacción inflamatoria aguda, activando la síntesis de proteína C reactiva y otros mediadores celulares.
- En otros órganos aumenta la resistencia a la insulina.

La liberación de TNF-α produce activación local del endotelio vascular, liberación de óxido nítrico con vasodilatación y aumento de la permeabilidad vascular, que conduce al reclutamiento de las células inflamatorias, inmunoglobulinas y complemento, provocando la activación de los linfocitos T y B. También aumenta la activación y adhesión plaquetarias, y probablemente la oclusión vascular sea la causa de la necrosis tumoral, de donde proviene su nombre. Las funciones del TNF se deben a su unión a 2 receptores celulares diferentes, TNFR1 y TNFR2,  que se localizan en diferentes células como neutrófilos, células endoteliales y fibroblastos. Además, estos receptores se encuentran en forma soluble en el suero y en el líquido sinovial.
Aunque localmente los efectos del TNF-α son beneficiosos, cuando el TNF actúa por todo el organismo tales efectos son desastrosos, provocando síndromes como el shock séptico y la coagulación intravascular diseminada.
Es posible la inhibición de TNFα o de su receptor celular con anticuerpos monoclonales tales como infliximab (Remicade®), etanercept (Enbrel®), o adalimumab (Humira®), que se utilizan en tratamientos modernos de varias enfermedades autoinmunitarias como la artritis reumatoide, la espondilitis anquilosante, la enfermedad de Crohn y la psoriasis.
El consumo de estos fármacos puede aumentar el riesgo de contraer tuberculosis o reactivar una infección latente, sobre todo con infliximab y adalimumab. Por ello, los pacientes que deban utilizarlos tienen que ser evaluados y tratarse estas infecciones antes de administrar los anticuerpos monoclonales.